# دیابلو گراند (کالیفرنیا)
دیابلو گراند (به انگلیسی: Diablo Grande) یک منطقهٔ مسکونی در ایالات متحده آمریکا است که در شهرستان استانیسلاس، کالیفرنیا واقع شده‌است. دیابلو گراند ۱۳٫۲۴۴ کیلومتر مربع مساحت و ۸۲۶ نفر جمعیت دارد و ۴۶۷٫۸۷ متر بالاتر از سطح دریا واقع شده‌است.